# Renée Brand
Renée Brand (geb. Renate Johanna Brand, auch Renée Johanna Brand-Sommerfeld, Pseudonym Yolan Mervelt) (* 22. Februar 1900 in Berlin; † 5. November 1980 in San Francisco) war eine deutsch-jüdische Schriftstellerin und Psychologin. Sie zählt zu den deutschen Exilschriftstellerinnen.

Das berühmte Gropiushaus das Anfang der 20er Jahre entstanden war und im Zweiten Weltkrieg zerstört worden ist stand nicht in Dahlem sondern in Lichterfelde 

## Leben
Sie wuchs in Berlin auf und ging in England zur Schule. Mit Beginn des Ersten Weltkriegs kehrte sie nach Berlin zurück und besuchte das Fürstin-Bismarck-Lyceum. Sie studierte nach dem Abitur in Berlin und Freiburg im Breisgau. Sie brach ihre Studien anlässlich ihrer Heirat 1922 mit dem Berliner Bauunternehmer Adolf Sommerfeld ab, der Mäzen des Bauhauses war und eine Reihe von Künstlerinnen und Künstlern der Weimarer Republik kannte. 1926 bekamen sie einen Sohn. Sie bewohnten in Berlin-Dahlem ein von Walter Gropius und Adolf Meyer errichtetes Haus, das Blockhaus Sommerfeld (Limonenstraße 30; zerstört).
1931 ließ sich Renee Brand von ihrem Mann scheiden. Nach der Machtergreifung der Nationalsozialisten emigrierte sie mit ihrem Sohn nach Frankreich und Anfang 1934 nach Basel in die Schweiz. Dort studierte sie ab 1936 Romanistik, Kunstgeschichte, Germanistik bei Friedrich Ranke und Walter Muschg. Dieser beriet sie bei ihren ersten literarischen Arbeiten. 1938 reichte sie unter dem Pseudonym Yolan Mervelt die Erzählung Kleine Hand in meiner Hand, wohin gehen wir? an einem vom American Guild for German Cultural Freedom ausgeschriebenen literarischen Preisausschreiben ein.
In ihrem 1940 erschienenen Werk Niemandsland beschrieb sie die verzweifelte Situation von Emigranten, die im Zweiten Weltkrieg vor der Schweizer Grenze im Niemandsland warten mussten, die teilweise illegal die Grenzanlagen zur Schweiz überwanden und wieder aus der Schweiz zurückgebracht wurden. Die Schweizer Zensurbehörde Schweizerische Buchüberwachungsstelle verbot den Text nach seinem Erscheinen. Renée Brand ging daraufhin 1941 mit ihrem Sohn ins Exil in die USA, wo ein Jahr später die Übersetzung von Niemandsland unter dem Titel Short Days Ago erschien.
1943 promovierte sie und arbeitete als Deutschlehrerin an der Stanford University.
Von 1944 bis 1949 studierte sie in Los Angeles. Sie wurde Mitglied des C. G. Jung-Instituts und eröffnete eine eigene Praxis in San Francisco. Mit Vorträgen und der Veröffentlichung von Fachliteratur setzte sie sich besonders mit den Arbeiten von Erich Neumann auseinander und beriet die Übersetzung dessen Texte.

## Werke
- Kleine Hand in meiner Hand, wohin gehen wir? 1938 (Wettbewerbsbeitrag, verschollen).
- Niemandsland. Zürich/New York: Oprecht, 1940; Engl. Short Days Ago. Transl. by Margaret H. Beigel, New York [u. a.]:  Farrar & Rinehart, 1941.
- Zur Interpretation des „Ackermann aus Böhmen“. Basel: Schwabe, 1943. (Phil. Diss., 1943).
- The Experiment. San Francisco, Calif.: C.G. Jung Institute of San Francisco, 1981.